# Аріан венесуельський
Аріа́н венесуельський (Chionomesa fimbriata) — вид серпокрильцеподібних птахів родини колібрієвих (Trochilidae). Мешкає в Південній Америці.

## Опис

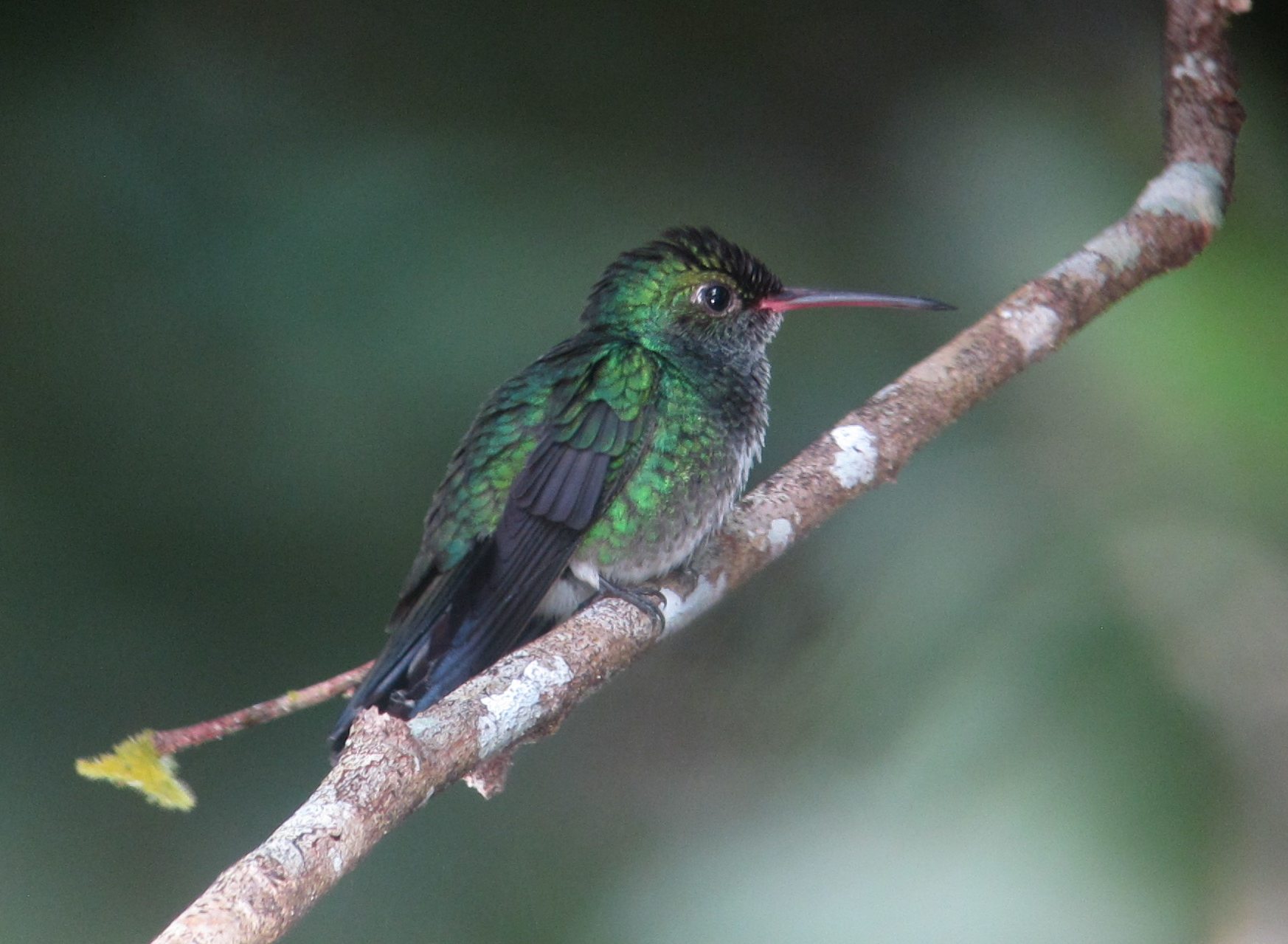
Венесуельський аріан

Довжина птаха становить 8-12 см, вага 3,5-6,2 г. У самців верхня частина тіла бронзово-зелена або золотисто-зелена, хвіст темно-бронзово-зелений або чорнувато-бронзовий. Горло і груди зголотисто-зелені, блискучі, нижня частина грудей і живіт білі, нижні покривні пера хвоста білі з коричнюватою центрально. частиною. Дзьоб прямий, середнього розміру, зверху чорний, знизу блідо-рожевий, поцяткований чорними плямками, за очима невеликі білі плямки. 
У самиць пера на горлі мають на кінці білу смугу, а крайні стернові пера мають зеленувато-сірі кінчики. Забарвлення молодих птахів є подібне до забарвлення самиць, однак нижня частина тіла у них більш сірувато-коричнева. У представників підвиду C. f. elegantissima надхвістя мідне або пурпурове. У представників C. f. apicalis і C. f. fluviatilis дзьоб помітно більш довгий, ніж у представників номінативного підвиду. У представників підвидів C. f. fluviatilis і C. f. laeta горло має бірюзовий або блакитнуватий відблиск. У представників підвидів C. f. nigricauda і C. f. tephrocephala нижні покривні пера хвоста повністю білі, а хвіст зеленувато-чорний або блакитнувато-чорний. Представники підвиду C. f. tephrocephala також є помітно більшими і важчими, ніж представники номінативного підвиду.

## Підвиди
Виділяють сім підвидів:
- C. f. elegantissima (Todd, 1942) — крайній північний схід Колумбії, північ і захід Венесуели;
- C. f. fimbriata (Gmelin, JF, 1788) — від басейну Ориноко на північного сходу Венесуели через Гвіану до півночі Бразильської Амазонії (на північ від Амазонки);
- C. f. apicalis (Gould, 1861) — Колумбія на схід від Анд;
- C. f. fluviatilis (Gould, 1861) — південний схід Колумбії і схід Еквадору;
- C. f. laeta (Hartert, EJO, 1900) — північний схід Перу (Амазонас, Лорето, Сан-Мартін і Укаялі), крайній захід Бразилії;
- C. f. nigricauda (Elliot, DG, 1878) — від східної Болівії до центральної і східної Бразилії (на південь від Амазонки);
- C. f. tephrocephala (Vieillot, 1818) — узбережжя південно-східної Бразилії (від Еспіріту-Санту до Ріу-Гранді-ду-Сул).

## Поширення і екологія
Венесуельські аріани мешкають в Колумбії, Еквадорі, Перу, Болівії, Бразилії, Венесуелі, Гаяні, Суринамі, Французькій Гвіані. Вони живуть у відкритих і напіввідкритих ландшафтах, зокрема у вологих і сухих тропічних лісах, на узліссях і галявинах, в галерейних лісах і вторинних заростях, в рідколіссях, в саванах льянос і серрадо, в чагарникових заростях, зокрема в каатинзі і капоейра, на плантаціях і в садах, представники підвиду C. f. tephrocephala також трапляються в мангрових заростях. Уникають густих тропічних лісів. Зустрічаються на висоті до 1100 м над рівнем моря, переважно на висоті до 500 м над рівнем моря. Представники підвиду C. f. tephrocephala резулярно здійснюють міграції вздовж атлантичного узбережжя.
Венесуельські аріани живляться нектаром різноманітних квітучих трав, чагарників, ліан і дерев з понад 10 родин, а також дрібними комахами. Вони шукають нектар, переміщуючись за певним маршрутом. Птахи шукають їжу в нижньому ярусі лісу і в підліску.
Початок сезону розмноження у венесуельських аріанів різниться в залежності від регіону: в Гаяні і на північному сході Бразилії він триває у серпні-вересні, в центральній Бразилії з листопада по лютий, на соді Бразилії з листопада по квітень. Гніздо чашоподібне, робиться з рослинних волокон, скріплених за допомогою павутиння, покривається зовні лишайником. Воно прикріплюється до горизонтальної гілки дерева, іноді розміщується в розвилці між гілками, на висоті від 1 до 4 м над землю, іноді на висоті до 8 м над землею. Будівництво гнізда триває 6-12 днів, воно має висоту 60 мм, зовнішній радіус 40 мм, внутрішній радіус 22 мм, глибину 18 мм. В кладці 2 яйця розміром 13,5×8,8 мм. інкубаційний період триває 14-17 днів, пташенята покидають гніздо через 18-22 дні після вилуплення. За сезон може вилупитися 2 виводки.